# Akania bidwillii
Akania es un género monotípico perteneciente a la familia Akaniaceae cuya una única especie Akania bidwillii es originaria de Australia, desde el sudeste de Queensland hasta el nordeste de Nueva Gales del Sur.

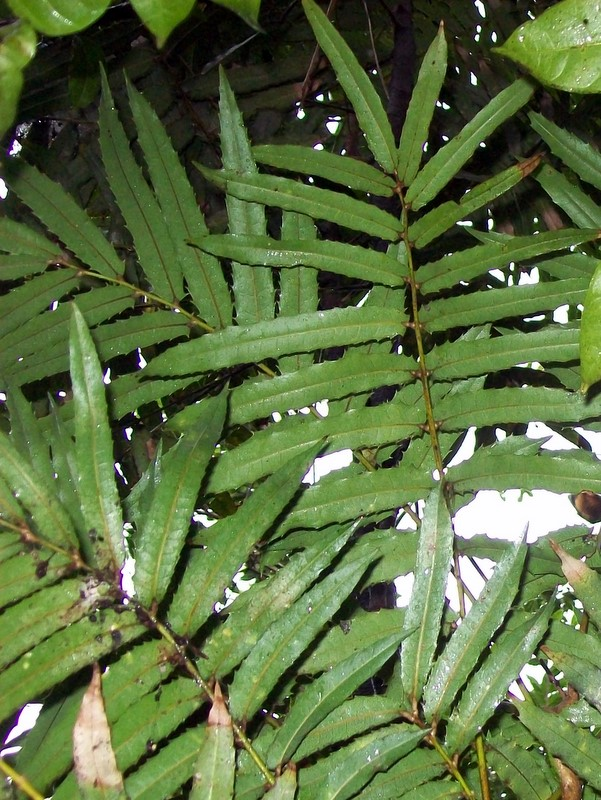
Hojas

## Descripción
Es un árbol que puede alcanzar los 12 m de altura con corteza rugosa y oscura. Las hojas son principalmente parapinnadas divididas en 8 a 31 folíolos lanceolados, de bordes espinoso dentados, con ápice acuminado y base obtusa o algo cordiforme, de haz color verde oscuro brillante y envés más pálido y apagado, con marcadas nervaduras. Cada uno mide 10 a 28 cm de largo por 2 a 4,5 de ancho. Las flores, blancas o rosas y olorosas, surgen en panículas de unos 8 a 15 de largo. El fruto es una cápsula con forma ovoide o de pera, de color rojo pardo que contiene 1 o 2 semillas amarillas.

## Historia
Si bien solo se ha descrito una especie actual del género Akania, el género estaba más diversificado y difundido en Sudamérica durante el Paleoceno; concretamente, en Argentina se han recuperado fósiles de A. americana y A. patagonica.

## Taxonomía
Akania bidwillii fue descrita por (Hend. ex Hogg) Mabb., y publicado en The Plant-Book: A Portable Dictionary of the Higher Plants 707. 1989.
Sinonimia
- Lomatia bidwillii Hend. ex Hogg (1860). basónimo
- Akania hillii Hook.f. in G.Bentham & J.D.Hooker (1862).
- Cupania lucens F.Muell. (1862).
- Akania lucens (F.Muell.) Airy Shaw (1940).[3]